# Birgitta Odén
Agnes Birgitta Odén-Dunér, ogift Odén, född 11 augusti 1921 i Uppsala, död 5 maj 2016 i Lund, var en svensk historiker. Hon var den första kvinna som beklädde en professur vid Lunds universitet och var också den första kvinnliga professorn i historia i Sverige.

## Biografi
Birgitta Odén föddes i Uppsala 1921 som dotter till professorn i kemi, Sven Odén, och Agnes Bergman, samt syster till Svante Odén och Angelica von Hofsten. När pappan fick arbete i Stockholm flyttade familjen dit och Birgitta kom därför att gå i skola där. Om somrarna vistades familjen i Grisslehamn. När hon var 13 år dog fadern Sven, en händelse som skakade om hela familjen, men förde dem också närmre varandra.
Trots att fadern hade varit professor i oorganisk kemi och att både brodern Svante och systern Angelica kom att forska inom naturvetenskapen, så var det humanioran och samhällsvetenskapen som lockade Birgitta. Modern Agnes var säkert en inspiration för dotterns karriärsval. Hon läste 1800-talsromaner på både tyska och franska och kunde utan svårigheter citera Shakespeare på originalspråket.
Odén blev filosofie magister 1944, filosofie licentiat 1947 och filosofie doktor i Lund 1955. Hon var professor i historia vid Lunds universitet 1965–1987. Vid sin utnämning var hon både Sveriges första kvinnliga professor i historia och den första kvinnliga professorn någonsin vid detta universitet (Carin Boalt hade året innan utsetts till professor vid LTH, vilket vid denna tid dock ännu var ett fristående lärosäte). 
Birgitta Odén skrev sin avhandling om finanspolitiken under sent svenskt 1500-tal. Hon har sedan verkat över ett brett fält inom bland annat miljöhistoria och socialhistoria. I maj 1967 deltog hon vid ett seminarium på FOA med ett uppföljande tvärvetenskapligt forskningsprojekt med titeln Miljö, naturresurser och samhälle. Detta ledde till ett livslångt arbete inom miljöhistoria, bitvis i polemik med det politiska styret.
Från 1970-talet forskade hon även om de äldres villkor förr och nu, och hon var ordförande i det nordiska forskningspolitiska rådets arbetsgrupp för forskning om äldre (1984–1989). År 1998 fick hon gerontologipriset som utdelas av Nordisk gerontologisk förening, och år 2005 fick hon Stora Gerontologipriset som utdelas av Sveriges Gerontologiska Sällskap.
Sedan 1983 var hon utländsk ledamot av Finska Vetenskaps-Societeten. Hon var ledamot av Kungl. Fysiografiska sällskapet i Lund, Vetenskapssocieteten i Lund (sedermera hedersledamot), Kungl. Samfundet för utgivande av handskrifter rörande Skandinaviens historia, Kungl. Humanistiska Vetenskapssamfundet i Lund, Kungl. Vitterhets Historie och Antikvitets Akademien, Norske Vitenskaps-Akademi och Det Kongelige Danske Videnskabernes Selskab. Hon har av Finlands president utnämnts till akademiker vid Finlands akademi. Hon var även ledamot av Academia Europæa.
Som första kvinna i Lunds studenthistoria var Odén inspektor för Blekingska nationen 1966–1969. År 1999 blev hon teologie hedersdoktor vid Lunds universitet.
Birgitta Odén var från 1953 gift med majoren Uno Dunér (1886–1983), son till bankdirektören Fritiof Dunér och Charlotta Helena Sjöberg. De fick sonen Mårten Dunér (född 1956), arkitekt. Makarna är begravda på Kviinge kyrkogård.